# Ouwerkerk
Ouwerkerk (51° 38′ N, 3° 59′ L) é uma cidade dos Países Baixos, na província de Zelândia. Ouwerkerk pertence ao município de Schouwen-Duiveland, e está situada a 26 km, a sul de Hellevoetsluis.
Em 2001, a cidade de Ouwerkerk tinha 454 habitantes. A área urbana da cidade é de 0.15 km², e tem 202 residências. 
A área de Ouwerkerk, que também inclui as partes periféricas da cidade, bem como a zona rural circundante, tem uma população estimada em 690 habitantes.